# Jesuitenkolleg (Jindřichův Hradec)

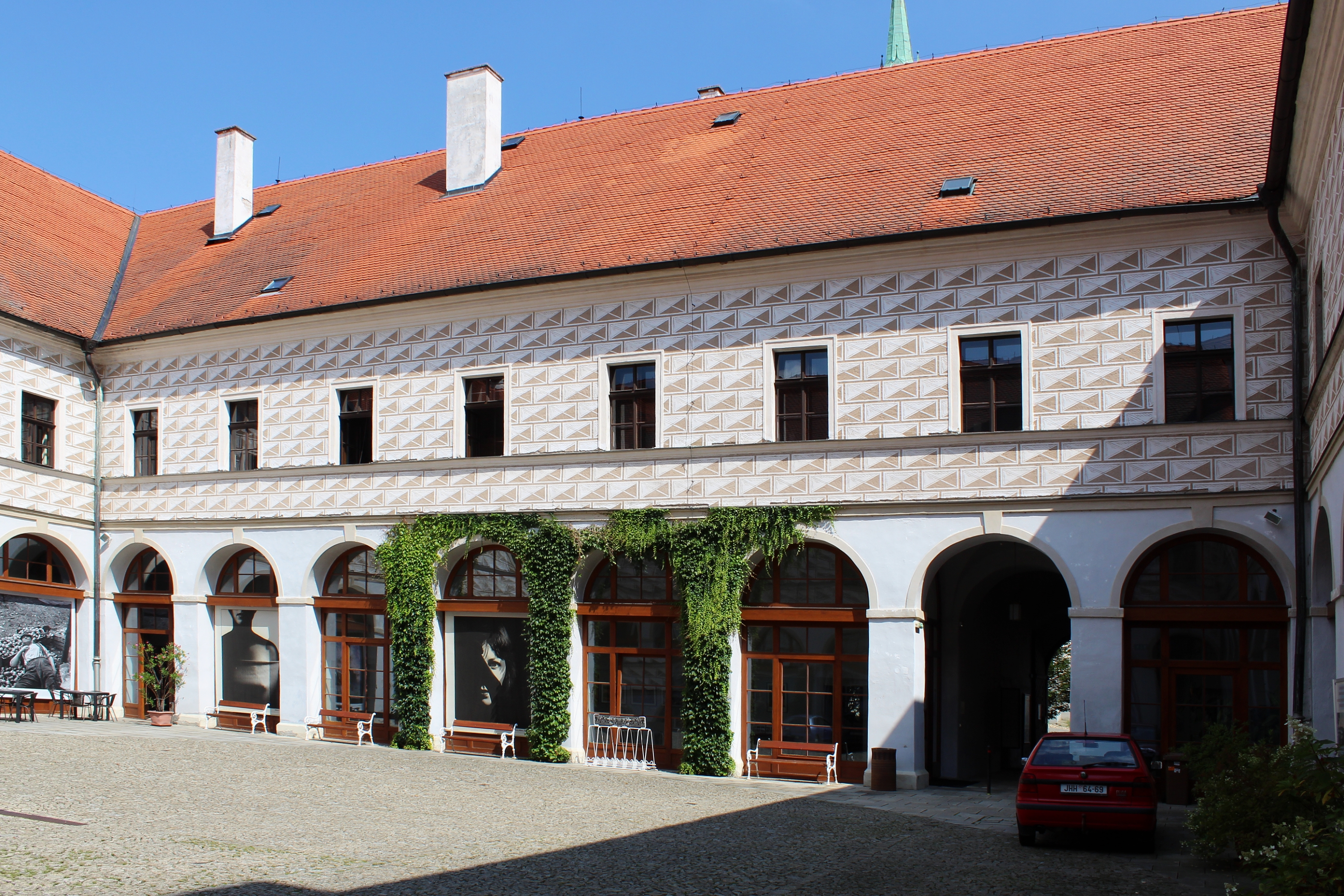
Innenhof des Jesuitenkollegs in Neuhaus

Das Jesuitenkolleg in Jindřichův Hradec (deutsch Neuhaus) in der Region Jihočeský kraj (Südböhmen) in Tschechien war ein Kolleg der Jesuiten, das von 1594 bis 1773 bestand. Das Kollegiumsgebäude und die zugehörige Kirche Maria Magdalena stehen seit 3. Mai 1958 unter Denkmalschutz. Im ehemaligen Jesuitenseminar auf der anderen Straßenseite ist das Muzeum Jindřichohradecka (Museum Neuhaus) untergebracht.

## Geschichte
Nach einer Jesuiten-Chronik beschlossen Adam II. von Neuhaus und der Prager Jesuiten-Ökonom Jan Vivari die Gründung des Kollegs im September 1592 beim Begräbnis des Wilhelm von Rosenberg in Hohenfurth. Adam II. von Neuhaus und seine streng katholische Frau Katharina von Montfort stifteten das Kolleg schließlich im Januar 1594, was bald zu heftigen Konflikten mit der mehrheitlich utraquistischen Bürgerschaft führte.
Die Kirche Maria Magdalena war im 13. Jahrhundert die wohl älteste Kirche der Stadt. Ihre heutige Gestalt stammt aus dem 17. Jahrhundert.
Mit der Aufhebung des Jesuitenordens im Jahr 1773 wurden das Kolleg und das Gymnasium in Jindřichův Hradec geschlossen.

## Baubeschreibung
Das zweigeschossige Gebäude ist straßenseitig als auch im quadratischen Innenhof mit Renaissance-Sgraffiti geschmückt.

## Persönlichkeiten
- Der bekannteste Professor des Kollegs war Bohuslav Balbín (1621–1688).
- Der Apotheker und Botaniker Georg Joseph Kamel (1661–1706), nach dem die Pflanzenart Kamelie benannt ist, arbeitete von 1684 bis Januar 1686 in der Apotheke des Kollegs.

Bekannte Studenten im Jesuitengymnasium:
- Adam Michna (um 1600–1676), Komponist und Dichter
- Tomáš Pešina z Čechorodu (1629–1680), Historiker und Schriftsteller (1643–1648 am Kolleg).
- Franz II. Rákóczi (1676–1735), ungarischer Nationalheld
- Florian Baucke (1719–1779), Missionar und Schriftsteller